# Ліснополянське сільське поселення
Ліснополя́нське сільське поселення (рос. Леснополянское сельское поселение) — адміністративна одиниця у складі Омутнінського району Кіровської області Росії. Адміністративний центр поселення — селище Лісні Поляни.

## Історія
Станом на 2002 рік на території сучасного поселення існували такі адміністративні одиниці:
- смт Лісні Поляни (смт Лісні Поляни, селища 100 км, Луп'я, Хімік, присілок Малофієвка)

Поселення було утворене згідно із законом Кіровської області від 7 грудня 2004 року № 284-ЗО у рамках муніципальної реформи.

## Населення
Населення поселення становить 1048 осіб (2017; 1097 у 2016, 1132 у 2015, 1181 у 2014, 1249 у 2013, 1318 у 2012, 1398 у 2010, 1945 у 2002).

## Склад
До складу поселення входять 5 населених пункти:
| Населений пункт      | Населення, осіб (2002) | Населення, осіб (2010) |
| -------------------- | ---------------------- | ---------------------- |
| 100 км, селище       | 10                     | 6                      |
| Лісня Поляни, селище | 1785                   | 1361                   |
| Луп'я, селище        | 140                    | 30                     |
| Малофієвка, присілок | 3                      | 1                      |
| Хімік, селище        | 7                      | 0                      |